# Saint-Paul-d'Uzore
Saint-Paul-d'Uzore là một xã trong tỉnh Loire miền trung nước Pháp.